# Нико није савршен (ТВ серија)
Нико није савршен (енгл. Less Than Perfect) је америчка ТВ серија у којој главну улогу тумачи глумица Сара Ру. Аутор ове комедије ситуације је Тери Мински, а серија говори о животу младе канцеларијске раднице Клод Кејси (енгл. Claude Casey) и њеним сарадницима.